# Cisneros (Familienname)
Cisneros ist ein spanischer Familienname, abgeleitet vom spanischen cisne mit der Bedeutung „Schwan“.

## Namensträger
- Al Cisneros (* 1973), US-amerikanischer Musiker
- Antonio Cisneros (* 1942), peruanischer Dichter und Romancier
- Antonio Zapata y Cisneros (1550–1635), spanischer Kardinal
- Alejandra Cisneros (* 1995), mexikanische Tennisspielerin
- Baltasar de Cisneros (1758–1829), spanischer Vizekönig
- Carlos Cisneros (* 1993), mexikanischer Fußballspieler
- Eduardo Cisneros (* 1953), mexikanischer Fußballspieler
- Emiliano Antonio Cisneros Martínez (* 1945), spanischer Geistlicher, Bischof von Chachapoyas
- Ernesto Cisneros (* 1940), mexikanischer Fußballspieler
- Francesc Antoni de la Dueña y Cisneros (1753–1821), spanischer Geistlicher, Bischof von Urgell
- Francisco Jiménez de Cisneros (getauft Gonzales Jiménez de Cisneros; 1436–1517), spanischer Geistlicher, Erzbischof von Toledo
- Gaspar Betancourt Cisneros (1803–1866), kubanischer Unternehmer
- Gil Cisneros (* 1971), amerikanischer Politiker und Stifter
- Gustavo Cisneros (1945–2023), venezolanischer Unternehmer
- Henry Cisneros (* 1947), US-amerikanischer Politiker und Manager
- Ignacio Hidalgo Cisneros (1896–1966), spanischer Schriftsteller und Pilot
- José Rafael Cisneros (1915–1995), venezolanischer Gitarrist, Komponist und Musikpädagoge
- Juan Carlos Cisneros (Sportfunktionär) († 2010), argentinischer Sportfunktionär
- Juan Carlos Cisneros (Fußballspieler) (* 1977), argentinischer Fußballspieler
- Manuel Cisneros Sánchez (1904–1971), peruanischer Anwalt und Politiker
- Marc A. Cisneros (* 1939), US-amerikanischer Offizier, Generalleutnant der US-Army
- Mario Cisneros (* 1961), mexikanischer Fußballspieler
- Melchor Liñán y Cisneros (1629–1708), spanischer Kolonialverwalter und Geistlicher, Erzbischof von Lima
- Octavio Cisneros (* 1945), US-amerikanischer Geistlicher, Weihbischof in Brooklyn
- Omar Cisneros (* 1989), kubanischer Hürdenläufer
- Otto Cisneros (* 1938), uruguayischer Journalist
- Patty Cisneros (* 1977), US-amerikanische Rollstuhlbasketballspielerin
- Rigoberto Cisneros (* 1953), mexikanischer Fußballspieler
- Ronaldo Cisneros (* 1997), mexikanischer Fußballspieler
- Salvador Cisneros Betancourt (1828–1914), kubanischer Freiheitskämpfer
- Salvador Cisneros (Fußballspieler) (ca. 1940–1964), mexikanischer Fußballspieler
- Sandra Cisneros (* 1954), US-amerikanische Schriftstellerin
- Vicente Rodrigo Cisneros Durán (1934–2017), ecuadorianischer Geistlicher, Erzbischof von Cuenca

## Belege
1. ↑  Cisneros auf surnamedb.com (englisch)